# Édouard Deldevez
Édouard Marie Ernest Deldevez (Parigi, 31 maggio 1817 – Parigi, 6 novembre 1897) è stato un compositore, direttore d'orchestra e violinista francese.

## Biografia
Nel 1825 Deldevez studiò teoria musicale con Larrivière (1825), Édouard Millault (1827) e Aimé Leborne (1829-31) presso il Conservatorio di Parigi. Nel 1838 vinse il Prix de Rome.
Fu violinista e direttore d'orchestra all'Opera di Parigi. Fu direttore dell'Orchestre de la Société des Concerts du Conservatoire dal 1872 al 1885. All'Opera di Parigi Deldevez diresse La Juive nel 1875 e Le Roi de Lahore nel 1877.

## Opere principali

### Musica da camera
- Trio avec piano n° 1, op. 9 (1849)
- Trio avec piano n° 2, op. 23 (1859)
- 2 Quatuors à cordes, op. 10 (1849-50)
- Quintette, op. 22 (1858)

### Musica orchestrale
- 2 concerti:
  - Ouverture op. 1 (1838)
  - Grande ouverture «Robert Bruce» op. 3 (1841)
- 3 sinfonie:
  - Symphonie n° 1, op. 2 (1839)
  - Symphonie n° 2 «In stile maestoso» op. 8 (1847 e 1855)
  - Symphonie n° 3 «Héroï-comique» op. 15 (1856)

### Altre opere
- 6 Morceaux de chant, op. 4
- Duo brillant sur Lady Henriette, op. 5
- Souvenir de Paquita, op. 6
- La Vendetta, op. 10
- Mazarina, op. 11
- Vert-Vert, duo fantaisie, op. 12
- 6 Études caprices, op. 13
- Mélodie, op. 14
- Velleda, op. 17
- Chœurs religieux, op. 18
- Le Violon enchanté, op. 20 (1848)
- 6 Romances sans paroles, op. 24
- L'Éventail, op. 25
- Rêveries dinannaises, op. 26
- Suite de ballets, op. 27
- Transcriptions et réalisations de plain-chants, op. 28